# Perete-cortină

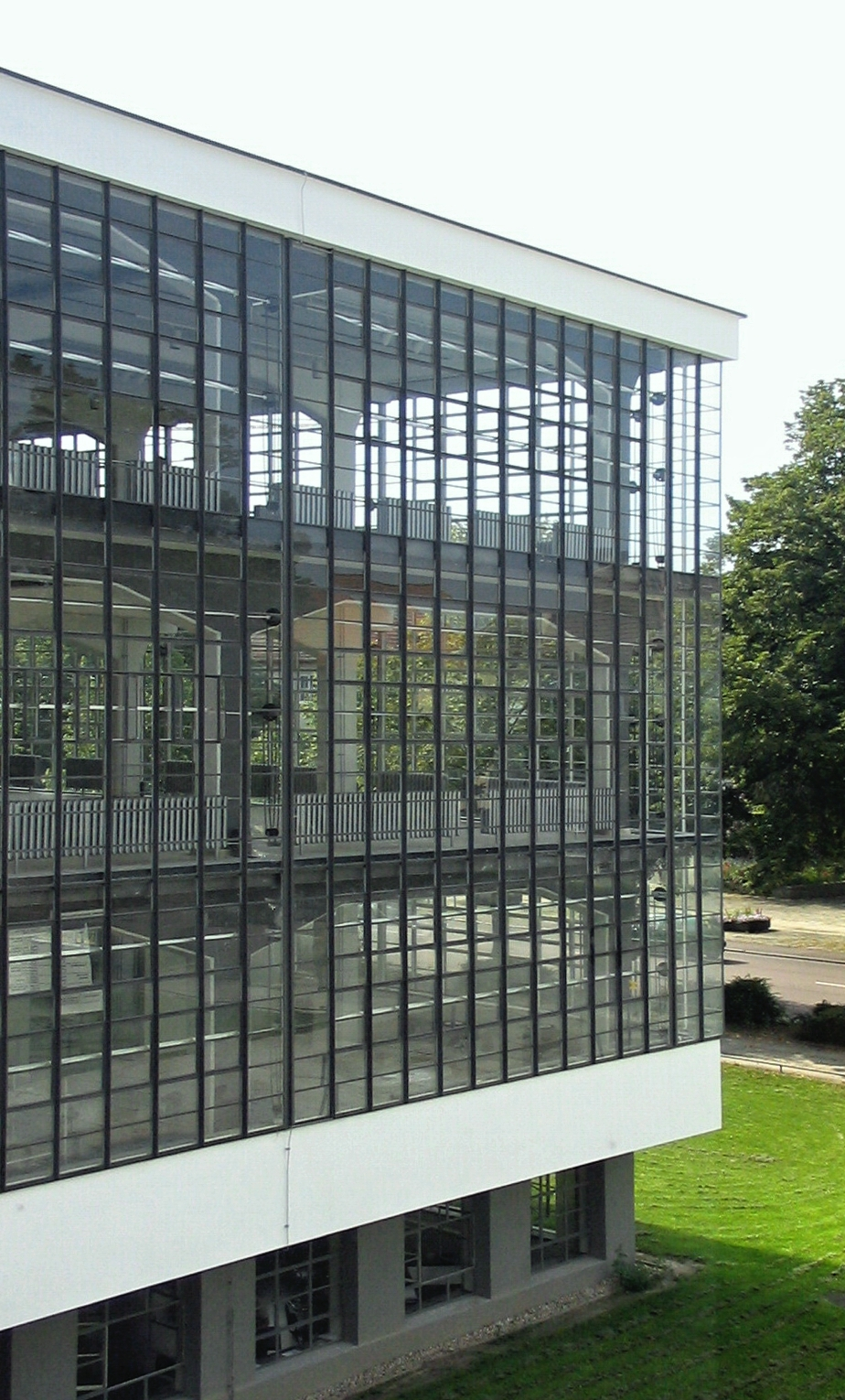
Perete-cortină din sticlă al clădirii Bauhaus din Dessau.

Un perete-cortină este un învelișul exterior al fațadei unei clădiri ce nu are rol structural, fiind doar un separator între interiorul clădirii și mediul înconjurător.  Deoarece nu are rol structural, poate fi executat din materiale ușoare care să reducă din costurile inițiale de realizare a unei construcții. Utilizarea sticlei pentru peretele-cortină are beneficiul utilizării luminii naturale.

## Folosire
Perete-cortină este proiectat și realizat pentru a rezista, pe de o parte, infiltrării vântului și apei, îndoirilor și răsucirilor induse de vânt sau cutremure - forțe ce acționează direct asupra unei clădiri, cât și, pe de altă parte, forțelor de încărcăre determinate de propria lui greutate.